# Richard Westall
Pour les articles homonymes, voir Westall.
Richard Westall, né le 13 janvier 1765 à Norwich et mort le 4 décembre 1836 à Londres, est un dessinateur, aquarelliste, graveur et peintre britannique. 

## Biographie
Fils d'un brasseur, il fait son apprentissage avec un graveur de blasons, mais expose à la Royal Academy dès 1784.
Il entre à l'école de la Royal Academy en 1785 et continue à y exposer jusqu'en 1836.
Il apprend le dessin à son frère William Westall (1781-1850).
Il est élu académicien en 1794.

## Œuvre
Principalement connu pour ses scènes de genre et ses sujets historiques, notamment sur le thème d'Horatio Nelson. Il illustra les œuvres de nombreux écrivains, dont Milton et Shakespeare.
- Cimon et Iphigénie d'après Reynolds (1789-1836), huile sur toile, 21 × 66 cm, Wallace Collection, Londres[2]
- Nymphe et Cupidon (vers 1793), aquarelle, 30 × 38 cm, Wallace Collection, Londres[3]
- Nelson recevant la reddition du San José à la bataille du cap St Vincent (1806), huile sur toile, 86 × 71 cm, National Maritime Museum, Greenwich, Greenwich[4]
- Sir Horatio Nelson blessé à Ténériffe (1806), huile sur toile, 86 × 71 cm, National Maritime Museum, Greenwich, Greenwich[5]
- L'Épée de Damoclès (1812), huile sur toile, 130 × 103 cm, Ackland Art Museum, Chapel Hill (Caroline du Nord)[6]
- Lady Hamilton en Sainte Cécile, huile sur toile, 76 × 63 cm, National Maritime Museum, Greenwich, Greenwich[5]

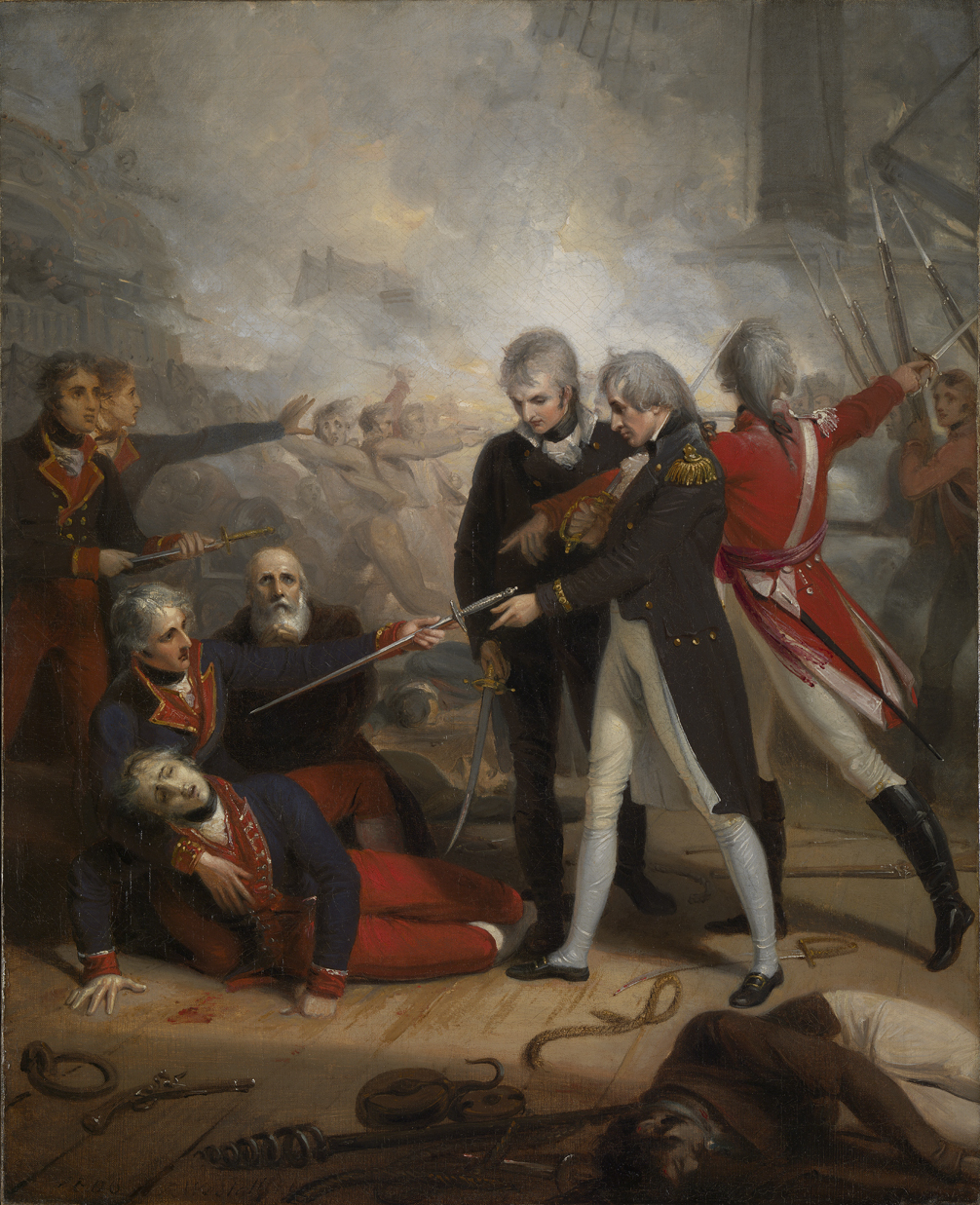
Nelson recevant la reddition du San José (1806) National Maritime Museum
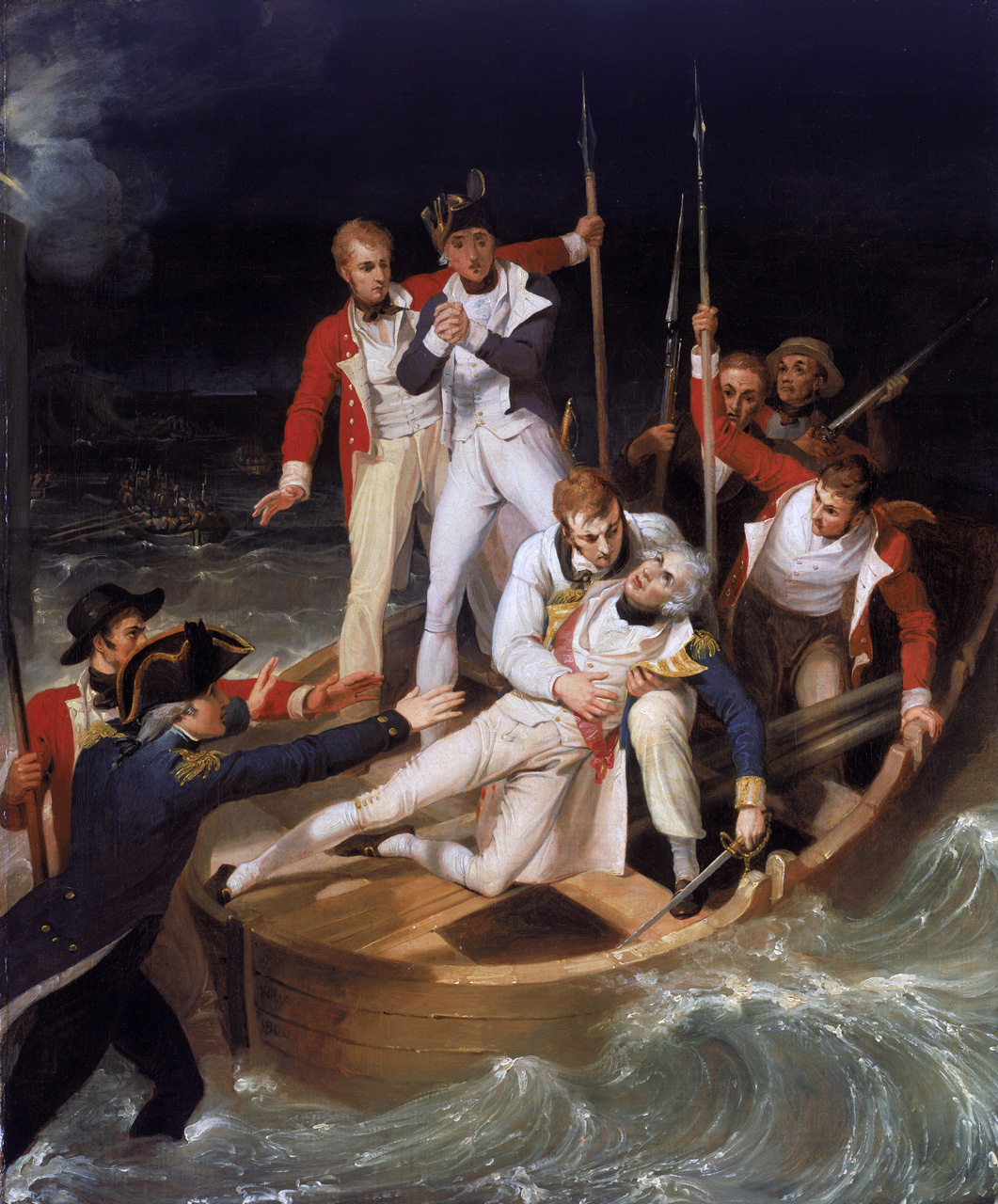
Sir Horatio Nelson blessé (1806) National Maritime Museum
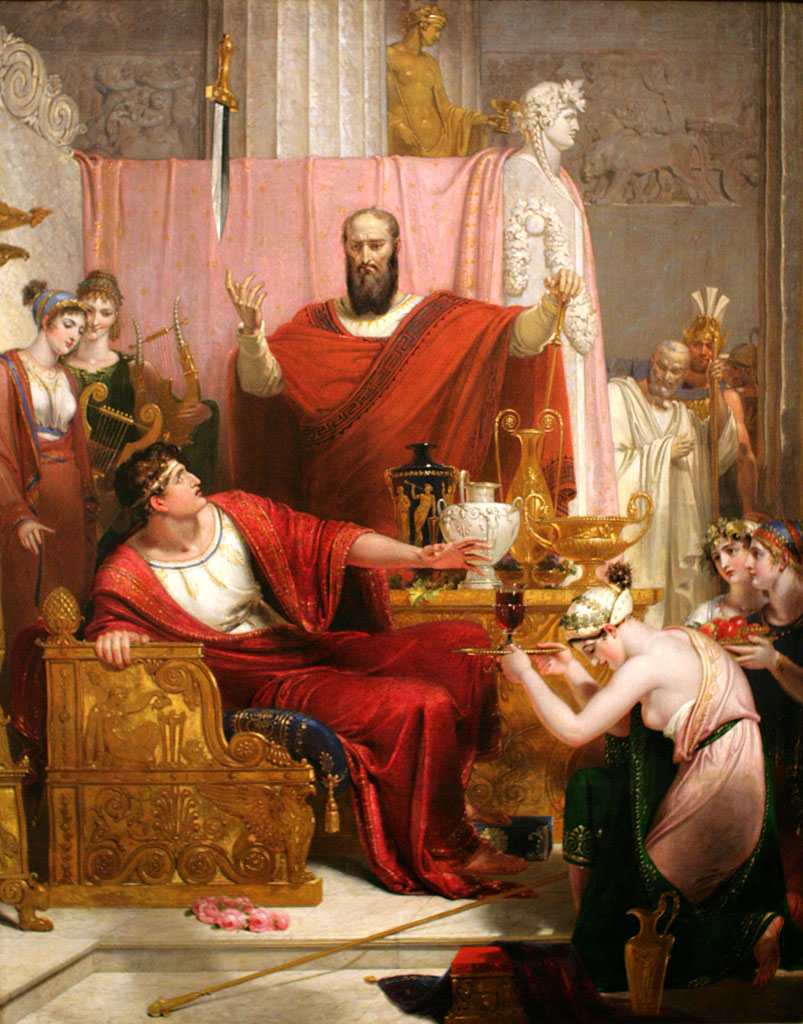
L'Épée de Damoclès (1812) Ackland Art Museum
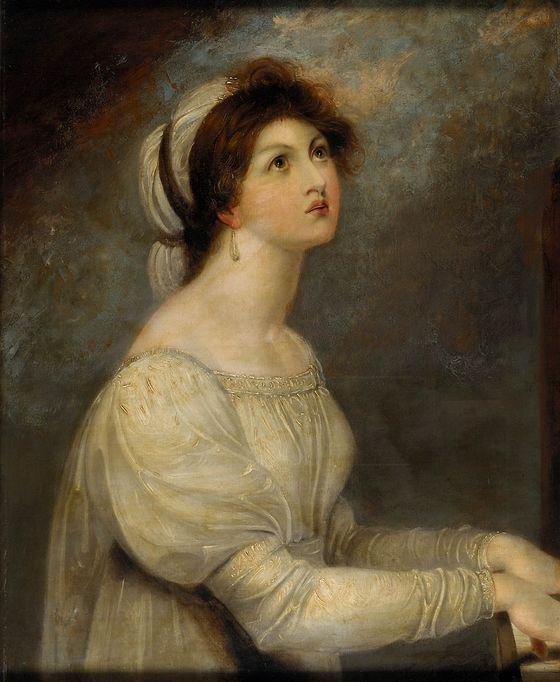
Lady Hamilton en Sainte Cécile National Maritime Museum